# Calderonella sylvatica
Calderonella sylvatica är en gräsart som beskrevs av Thomas Robert Soderstrom och H.F.Decker. Calderonella sylvatica ingår i släktet Calderonella och familjen gräs. Inga underarter finns listade i Catalogue of Life.